# گاد نیسانوف
گاد نیسانوف (انگلیسی: God Nisanov؛ زادهٔ ۲۴ آوریل ۱۹۷۲) کارآفرین، سرمایه‌دار، نیکوکار اهل روسیه است. وی همچنین برندهٔ جوایزی همچون نشان دوستی شده‌است.